# 小眼雙線鮁
小眼雙線鮁為輻鰭魚綱鱸形目鯖亞目鯖科的其中一種，分布於西太平洋的澳洲海域，棲息深度可達15公尺，體長可達112公分，棲息在沿岸表層水域，成群活動，屬肉食性，可做為食用魚、遊釣魚。

## 擴展閱讀
維基物種上的相關：小眼雙線鮁